# Česnek šerý
Česnek šerý neboli česnek chlumní (Allium senescens) je druh jednoděložné rostliny z čeledi amarylkovité.

## Popis
Jedná se o vytrvalou cca 10–40 cm vysokou rostlinu s podzemní cibulí, cibule je dlouze vejčitá až úzce kuželovitá, asi 1 cm tlusté, obalné šupiny jsou hnědé, tence blanité a síťnatě se nerozpadají. Lodyha je hranatá. Listy jsou přisedlé, čepele jsou čárkovité, polooblé ale nekýlnaté, asi 4–30 cm dlouhé a asi 1,5–5 mm široké. Květy jsou uspořádány do květenství, jedná se o lichookolík (stažený šroubel), který je polokulovitý a má asi 2–5 cm v průměru. Květenství je podepřeno toulcem, který je dvouklaný až trojklaný, cca 0,5 cm dlouhý, kratší stopky květů. Okvětní lístky jsou cca 4–6 mm dlouhé a 2–2,5 mm široké, červenofialové. Tyčinky jsou o něco delší než okvětí, nitky jsou bez zubů. Plodem je tobolka.

## Rozšíření ve světě
Areál druhu je diskontinuitní. V Evropě se vyskytuje hlavně česnek šerý horský (Allium senescens subsp. montanum, syn. Allium lusitanicum). Jeho areál se nachází v západní střední a východní Evropě, na jihozápad po severní Španělsko, na jih po Itálii a severní Balkán, na sever po jižní Skandinávii, na východ po střední Ukrajinu. Dál na východ je hiát a ve střední Asii začíná další víceméně souvislý výskyt, který sahá dál přes jižní Sibiř, Mongolsko, severní Čínu na Dálný východ. Zde v Asii roste česnek šerý pravý (Allium senescens subsp. senescens) a možná i další poddruhy. Evropská subsp. montanum se liší od subsp. senescens celkově menší velikostí. Někdy jsou tyto poddruhy považovány za samostatné druhy.

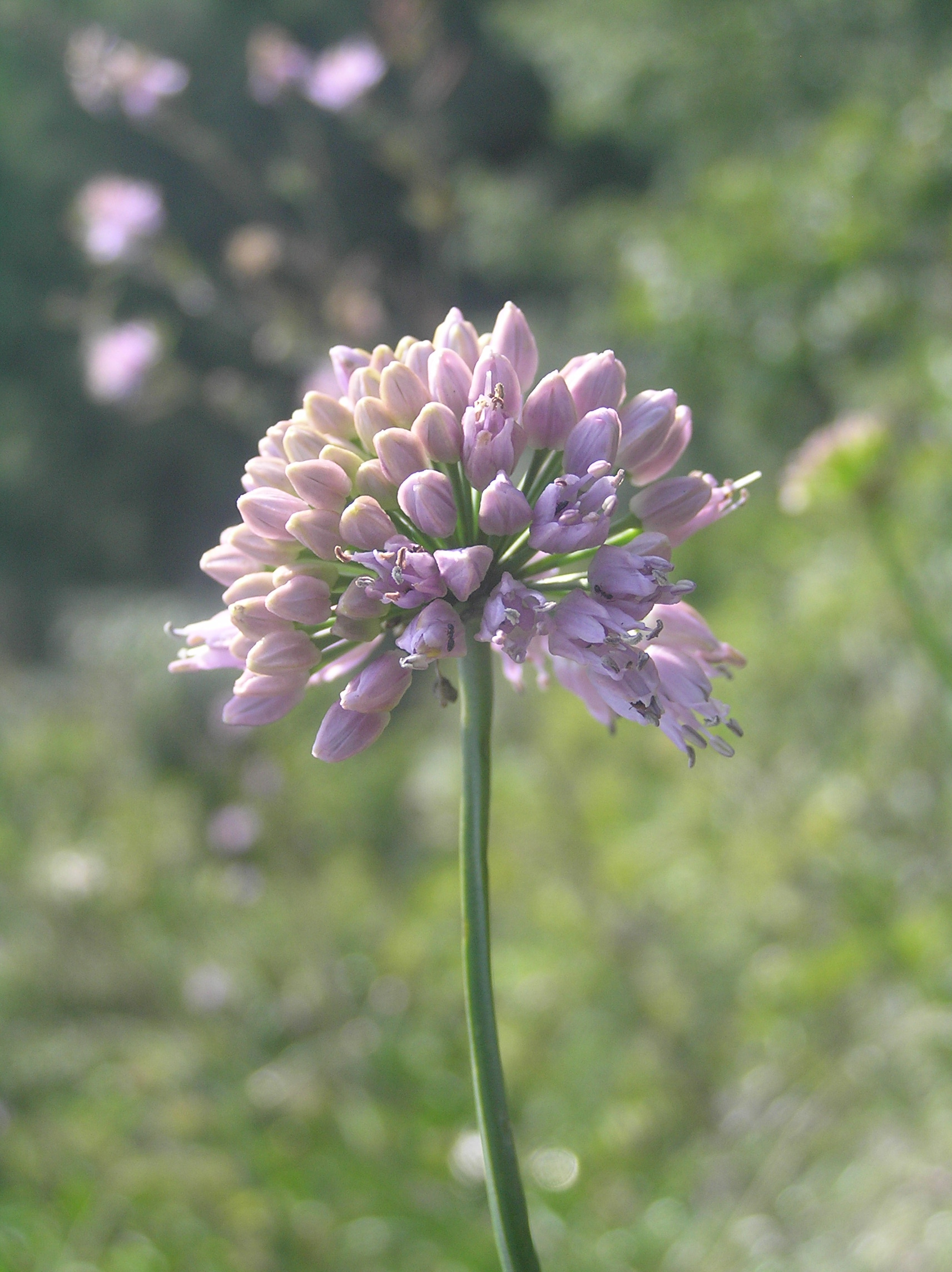
Detail květenství

## Rozšíření v Česku
V ČR roste v teplých a suchých oblastech, zvláště ve skalnatých územích, jako jsou kaňony řek. Nejčastější je ve středních a severních Čechách, podél Vltavy proniká až na Českokrumlovsko. Celkem běžný je také v podobných územích jižní a střední Moravy. Roste hlavně na skalách, v různých skalních stepích, některých typech suchých trávníků a v teplomilných doubravách .